# Dominique Jackson
Dominique Brebner (Scarborough, 20 de março de 1975), mais conhecida como Dominique Jackson ou Tyra Allure Ross, é uma modelo, atriz e escritora americana. Ela é mais conhecida por interpretar Elektra em Pose.

## Filmografia

### Cinema
| Ano  | Título             | Papel   | Notas          |
| ---- | ------------------ | ------- | -------------- |
| 2016 | Walk for Me        | Tia     | Curta-metragem |
| 2020 | Chick Fight        | Naomi   |                |
| 2025 | Queens of the Dead | Yasmine |                |

### Televisão
| Ano       | Título                         | Papel                 | Notas                          |
| --------- | ------------------------------ | --------------------- | ------------------------------ |
| 2009      | Christopher Street: The Series | Especialista em Saúde | Telefilme                      |
| 2018–2021 | Pose                           | Elektra               | 26 episódios                   |
| 2021      | American Gods                  | Srta. World           | 3 episódios                    |
| 2022      | The Book of Queer              | Narradora             | Episódio: "Pride or Die"       |
| 2022      | American Horror Stories        | Bloody Mary           | Episódio: "Bloody Mary"        |
| 2023      | We Baby Bears                  | Cassi                 | Episódio: "Little Fallen Star" |
| 2024      | Fantasmas                      | Algorithm             | Episódio: "Valued Customer"    |
| 2024      | Monster High                   | Phoenix               | 2 episódios                    |